# August Apel

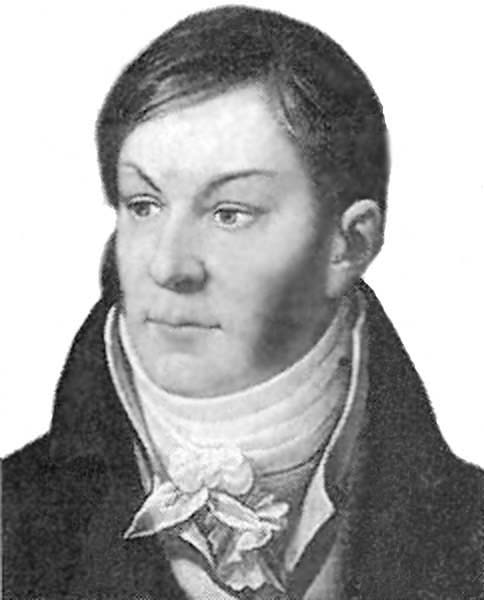
Lithographie von August Apel

Johann August Apel (* 17. September 1771 in Leipzig; † 9. August 1816 ebenda) war ein deutscher Jurist und Schriftsteller.

## Leben
August Apel wurde als jüngster Sohn des Juristen und Leipziger Bürgermeisters Heinrich Friedrich Innocentius Apel geboren. Nach dem Abitur an der Thomasschule zu Leipzig studierte er zwischen 1789 und 1793 Rechtswissenschaften an der Universität Leipzig und der Leucorea in Wittenberg und schloss sein Studium 1795 mit einer Promotion zum Dr. jur. ab. In Leipzig etablierte er sich dann als Rechtsanwalt; 1801 wurde er in den Stadtrat gewählt.
Anfangs verfasste er klassizistische Dramen, später dann immer mehr Schauer- und Gespenstergeschichten. Bekannt wurde Apel mit seinem Gespensterbuch, welches er zusammen mit Friedrich Laun herausgab.
Sein Schulfreund Friedrich Kind entnahm Apels Novelle Der Freischütz aus dem Gespensterbuch den Stoff für große Teile des Librettos der Oper Der Freischütz von Carl Maria von Weber.
Die Veröffentlichung von Apels Metrik entfachte einen ausufernden wissenschaftlichen Disput. Sein Hauptgegner wurde dabei sein ehemaliger Lehrer Gottfried Hermann. Doch ehe der Streit behoben war, starb August Apel am 9. August 1816 in Leipzig.
Der Schriftsteller und Stifter Theodor Apel ist der Sohn von August Apel.

## Werke
- Das Weltgericht
- Polyidos (1805; Digitalisat)
- Die Aitolier (mit Anhang „Aforismen über Rhythmus und Metrum“ S. 156–188; 1806; Digitalisat)
- Kalliroe (1806; Digitalisat)
- Kunz von Kauffung (Trauerspiel 1809; Digitalisat)
- Gespensterbuch (hrsg. mit Friedrich Laun; 6 Bände 1810-1816; Band 5 und 6 auch als Wunderbuch; Vorlage zu Der Freischütz in Band 1)
- Cicaden (Gedichte; 3 Bände 1810-1811; Bd. 1 Bd. 2 Bd. 3)
- Metrik (2 Bände 1814-1816; Bd. 1 Bd. 2)
- Zeitlosen (Erzählungen und Gedichte 1817; Digitalisat)